# Monopalmitate de sorbitane
Le monopalmitate de sorbitane (ou Span 40), est un polysorbate de formule C22H42O6, ester de sorbitane.  
Il est utilisé en tant qu'additif alimentaire sous le numéro E495 pour ses propriétés de tensioactif lipophile et d'émulsifiant. 